# José Balza
Œuvres principales
Percusión (1982)
José Balza est un écrivain vénézuélien, né à Tucupita le 17 décembre 1939.

## Biographie
José Balza nait à Tucupita, capitale de l'Etat oriental de Delta Amacuro le 17 décembre 1939. Son père, d'ascendance basque et originaire d'Escuque dans l'État de Trujillo lui transmet une certaine tendance à la solitude tandis que sa mère, originaire  de l'île de Margarita dans l'État de Nueva Esparta, lui transmet un certain art de la fête et de la musique. Arrivé à Caracas, il étudie la psychologie à l'Université Centrale du Venezuela et appartient au mouvement avant-gardiste de la capitale dans les années 1960. Il publie son premier roman Marzo anterior en 1965, à l'âge de 26 ans. En 1984, il présente l'émission Texto y figura diffusée sur les chaînes 5 et 8 de la télévision vénézuélienne et à New York. Professeur à l'école de lettres de l'Université Centrale du Venezuela, il apprend la langue warao et obtient le Prix National de Littérature en 1991. Il organise régulièrement des séminaires et participe également à des conférences universitaires en Amérique (New York, Mexico, Buenos Aires) et en Europe (universités de Salamanque, Vienne, Paris-Sorbonne).

## Publications
Son travail s'exerce dans plusieurs thèmes que sont la théorie littéraire, les arts plastiques, le cinéma, la musique, la télévision tout en collaborant à divers magazines littéraires en Europe, États-Unis et Amérique latine. Ses écrits sont traduits en plusieurs langues dont l'italien, le français, l'anglais, l'allemand et l'hébreu. 

## Œuvres
Balza décrit lui-même l'ensemble de son travail comme étant un « exercice narratif » comme s'il s'agissait d'un « apprentissage continu ». Selon certaines critiques, son œuvre littéraire se caractérise par une composition rigoureuse et intelligente, notamment son roman Percusión de 1982, une description courageuse des différentes facettes de l'expérience érotique, un sujet rarement traité dans le pays.

### Romans
- 1965 - Marzo anterior
- 1968 - Largo
- 1974 - Setecientas palmeras plantadas en el mismo lugar
- 1977 - D
- 1982 - Percusión (Barcelone, nouvelle édition Séville, 2010)
- 1988 - Medianoche en video: 1/5 (édité à Mexico)
- 1995 - Déspues Caracas
- 2008 - Un hombre de aceite

### Récits
- 1967 - Ejercicios narrativos (Primera serie)
- 1970 - Órdenes
- 1976 - Ejercicios narrativos
- 1982 - Un rostro absolutamente
- 1983 - Cuentos. Antología (édité à La Havane)
- 1984 - El Cuento Venezolano (Antología).
- 1986 - La mujer de espaldas (Ejercicios holográficos)
- 1989 - El vencedor (Antología)
- 1992 - Ejercicios narrativos. Antología (édité à Mexico)
- 1997 - La mujer de la roca
- 1996 - La mujer Porosa (Ejercicios Narrativos 1986-1996)
- 1999 - Narrativa Breve
- 2000 - Un Orinoco fantasma (édité à Salamanque)
- 2001 - La mujer de la roca (y otros ejercicios narrativos) (édité à Tenerife)
- 2004 - La mujer de espaldas y otros relatos
- 2004 - Caligrafías (édité à Madrid)
- 2008 - El Doble Arte de Morir

### Essais
- 1969 - Narrativa: instrumental y observaciones
- 1969 - Proust
- 1973 - Lectura transitoria
- 1976 - Los cuerpos del sueño
- 1977 - Alejandro Otero
- 1981 - Jesús Soto, el niño
- 1982 - Antonio Estévez. Ensayo
- 1983 - Análogo, simultáneo
- 1983 - Transfigurable
- 1985 - Un color demasiado secreto
- 1987 - Este mar narrativo
- 1987 - El fiero (y dulce) instinto terrestre
- 1989 - Iniciales
- 1993 - Anuncios de la teoría literaria en América Latina, 1600-1700
- 1994 - Ensayos invisibles
- 1995 - Literatura venezolana de hoy. (coauteur)
- 1995 - Narrativa Venezolana attuale. (coauteur)
- 1997 - Espejo espeso
- 2001 - Ensayos/Fulgor de Venezuela
- 2002 - Bolero: Canto de cuna y cama
- 2005 - Observaciones y aforismos
- 2006 - Ensayos crudos
- 2008 - Pensar en Venezuela

### Traductions françaises
- La fleur de minuit, traduction par Claude Fell de Medianoche en video: 1/5, Gallimard, 1992  (ISBN 2-07-072586-3)